# Eustache Le Sueur
Eustache Le Sueur sau Lesueur (n. 19 noiembrie 1616, Paris, Regatul Franței – d. 30 aprilie 1655, Paris, Regatul Franței) a fost un artist francez și unul dintre fondatorii Academiei Franceze de Pictură . El este cunoscut în primul rând pentru picturile sale cu subiecte religioase. A fost un exponent de frunte al stilului neoclasic al aticismului parizian.

## Pregătire și carieră
S-a născut la Paris, unde și-a petrecut întreaga viață. Tatăl său, Cathelin Le Sueur, strungar și sculptor în lemn, l-a instalat la Vouet⁠(d), în atelierul căruia s-a remarcat rapid.
Admis la o vârstă fragedă în breasla maeștrilor pictori, a părăsit-o pentru a participa la înființarea Academiei Regale Franceze de Pictură și Sculptură⁠(d) în 1648 și a fost ales ca unul dintre cei doisprezece bătrâni inițiali însărcinați de administrarea acesteia.

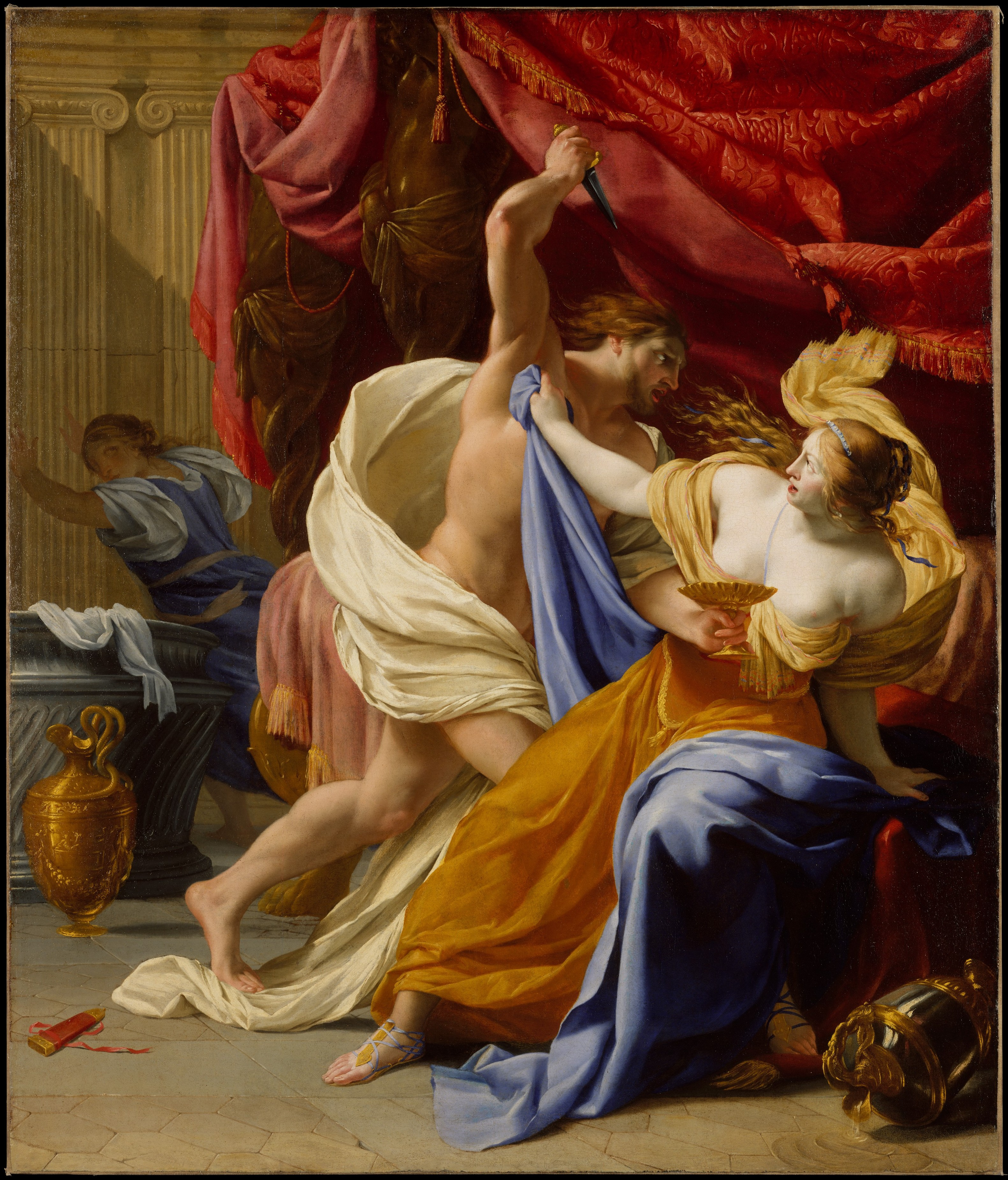
Violul lui Tamar, c. 1640

Câteva picturi, ilustrând Hypnerotomachia Poliphili⁠(d), care au fost reproduse în tapiserie, l-au adus făcut cunoscut, iar reputația sa a fost sporită și mai mult de o serie de decorațiuni (Luvru) în conacul lui Lambert de Thorigny, pe care le-a lăsat nefinalizate, deoarece execuția lor a fost frecvent întrerupte de alte comenzi. Printre acestea se numărau câteva tablouri pentru apartamentele regelui și reginei de la Luvru, care acum lipsesc, deși au fost înscrise în inventarul lui Bailly (1710); dar mai multe lucrări produse pentru patroni mai mici au ajuns până la noi.
În galeria de la Luvru se află Îngerul și Agar, de la conacul lui De Tonnay Charente; Tobias și Tobit, din colecția Fieubet; mai multe tablouri executate pentru biserica Saint Gervais; Martiriul Sfântului Laurențiu, din Saint Germain de l'Auxerrois; două lucrări foarte frumoase din abația distrusă de la Marmoutiers; Sfântul Pavel predicând la Efes, una dintre cele mai complete și amănunțite reprezentații ale lui Le Sueur, pictată pentru corporația de orfevrieri în 1649; și faimoasa sa serie din Viața Sfântului Bruno, executată în mănăstirea Chartreux. Acestea din urmă au un caracter mai personal decât orice altceva produs de Le Sueur, iar o mare parte din frumusețea lor originală supraviețuiește în ciuda pagubelor, restaurărilor și îndepărtarea de pe perete pe pânză. Le Sueur a fost un desenator prolific și multe dintre desenele sale cu cretă se află în Cabinet des Dessins al Luvru.
Elevii săi, care l-au ajutat mult în munca sa, au fost fratele soției sale, Theodore Goussé, și trei frați ai săi, precum și Claude Lefèbvre⁠(d) și Pierre Patel⁠(d) pictorul peisagist. Majoritatea lucrărilor sale au fost gravate, în special de Picart, B. Audran, Leclerc⁠(d), Drevet, Chauveau⁠(d), Poilly⁠(d) și Desplaces.

## Stil
Potrivit Encyclopædia Britannica ediția a 11-a, se considera că opera lui Le Sueur se preta cu ușurință artei gravorului, deoarece avea o percepție delicată a diferitelor nuanțe de sentimente grave și elevate și poseda puterea de a le reda. Ușurința sa grațioasă în compoziție a fost întotdeauna reținută de un gust foarte fin, dar lucrările sale nu reușesc adesea să mulțumească pe deplin, deoarece, producând atât de multe, a recurs prea frecvent la tipuri convenționale și, în parte, pentru că rareori a văzut culoarea cu excepția calității reci și argiloase proprie școlii din Vouet; totuși, Sfântul Pavel la Efes și una sau două alte lucrări arată că el nu era în mod natural deficitar în acest sens și, ori de câte ori avem o referire directă la natură - cum ar fi călugării din seria Sf. Bruno - îi recunoaștem admirabila putere de a citi și reda fizionomii de tip variat și serios.

## Lucrări (selecție)

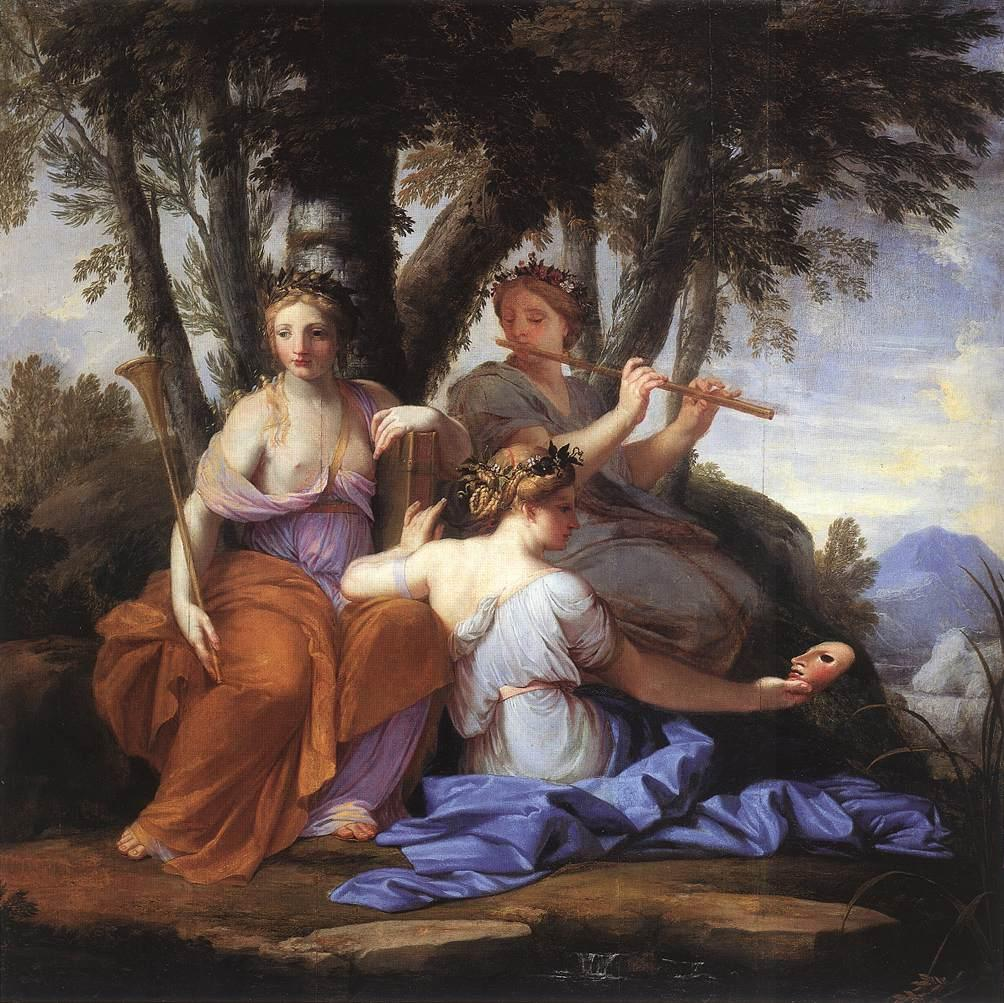
Muzele: Clio, Euterpe și Thalia (între 1652 și 1655), Luvru
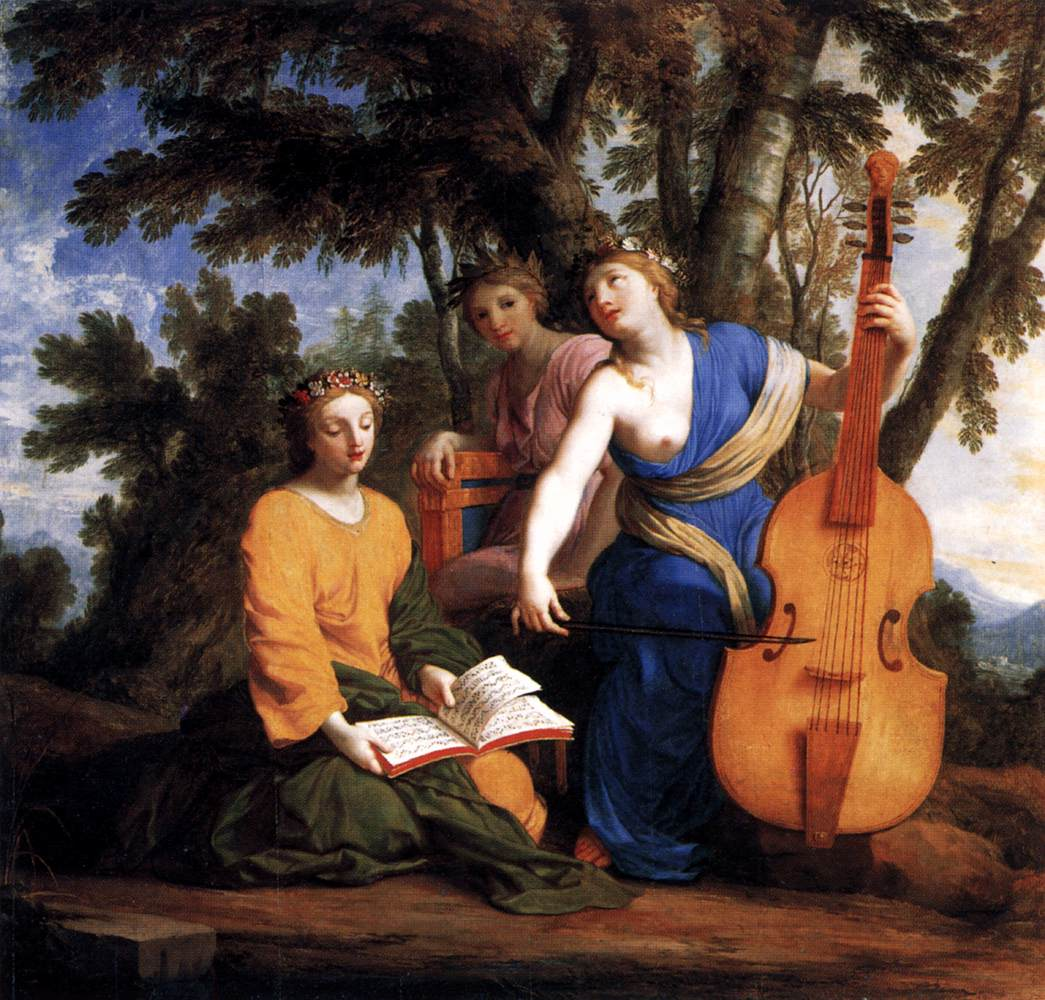
Melpomene, Erato și Polyhymnia (1650), Luvru
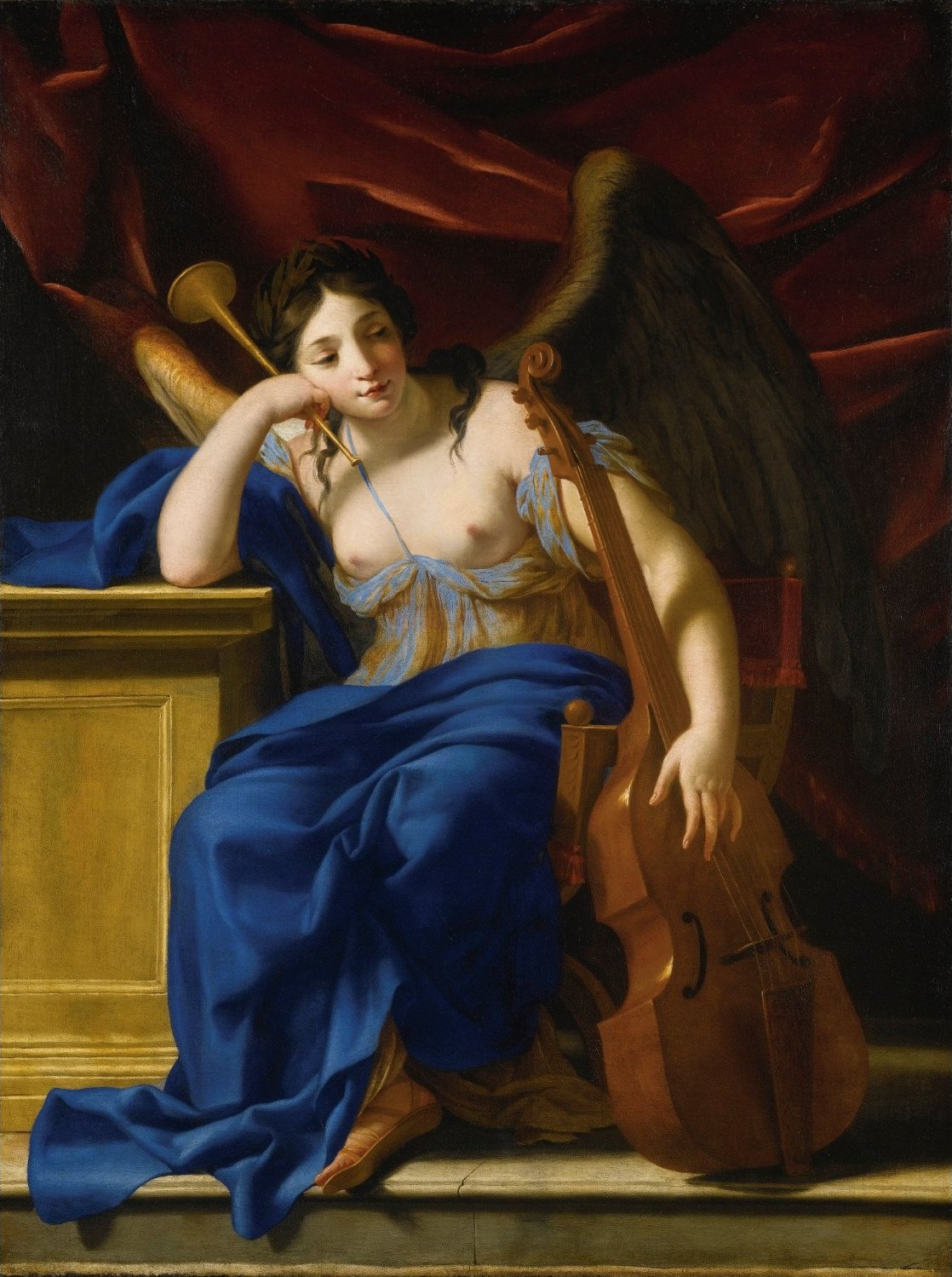
O alegorie a poeziei
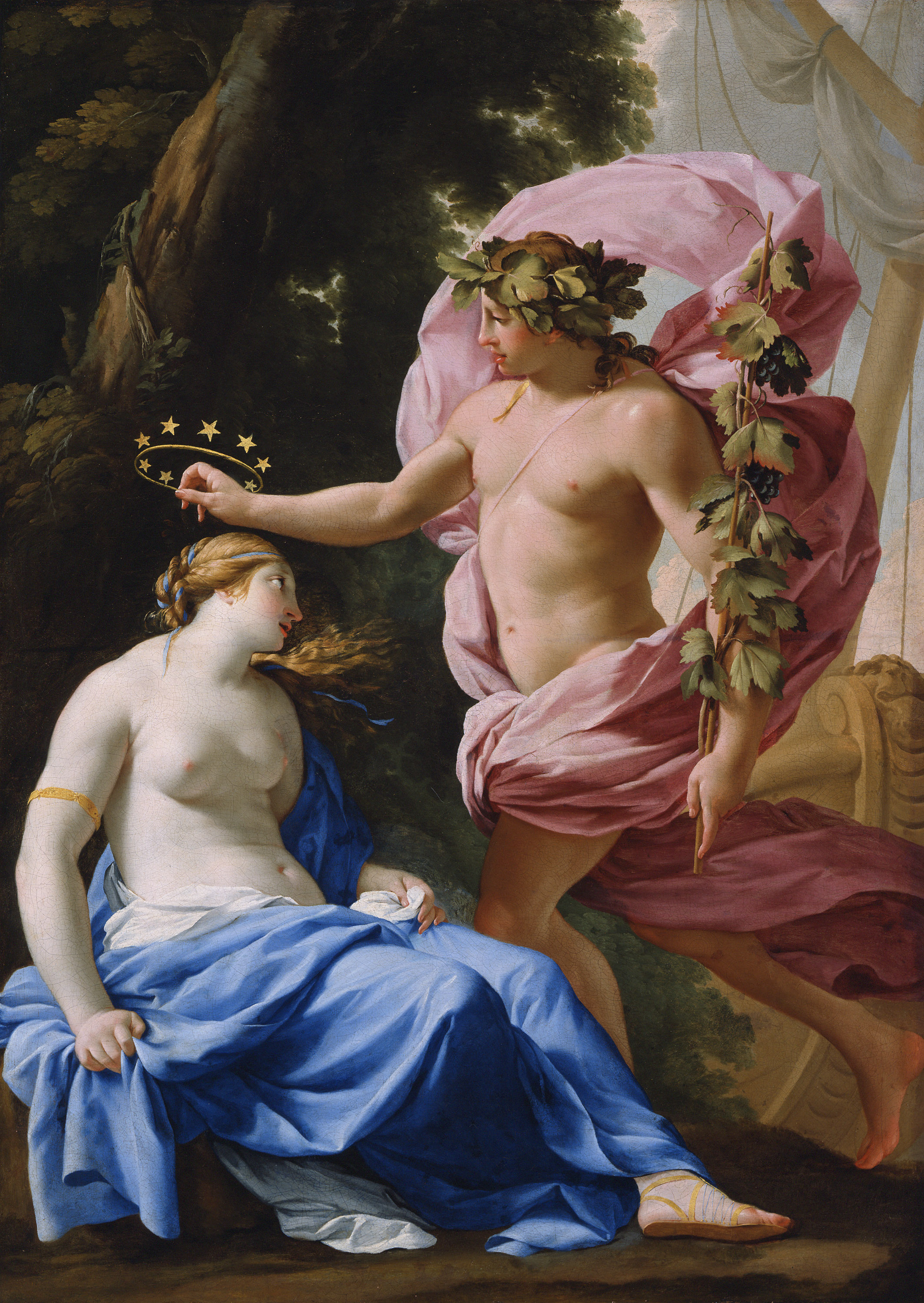
Bacchus și Ariadna (aproximativ 1640) Muzeul de Arte Frumoase, Boston⁠(d) ( 68.764 )
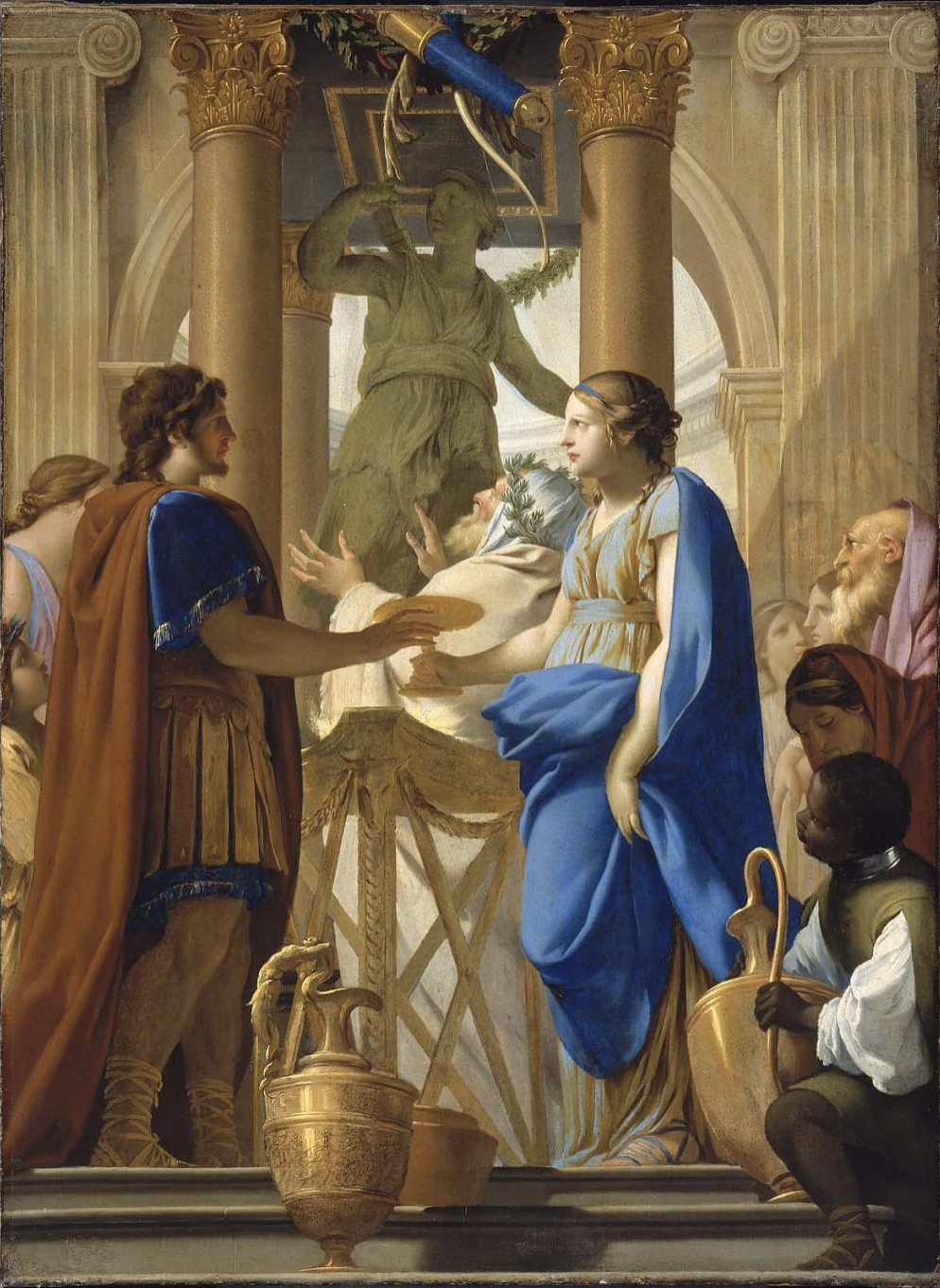
Camma oferă lui Synorix cupa de nuntă otrăvită în Templul Dianei (c. 1644), Muzeul de Arte Frumoase, Boston⁠(d)
Triumful Galatei (1643–1644), colecție privată